# 路環市政街市
路環市政街市（葡萄牙語：Mercado Municipal de Coloane）曾是澳門市政署管理的街市之一，位於澳門路環田畔街、路環村西南面，曾經是路環島唯一一座市政街市，於1892年興建，1893年正式建成；2024年12月16日正式關閉，2025年3月18日根據特區公報公佈第15/2025號運輸工務司司長批示，路環街市所在土地將歸還給澳門特別行政區政府。

## 歷史

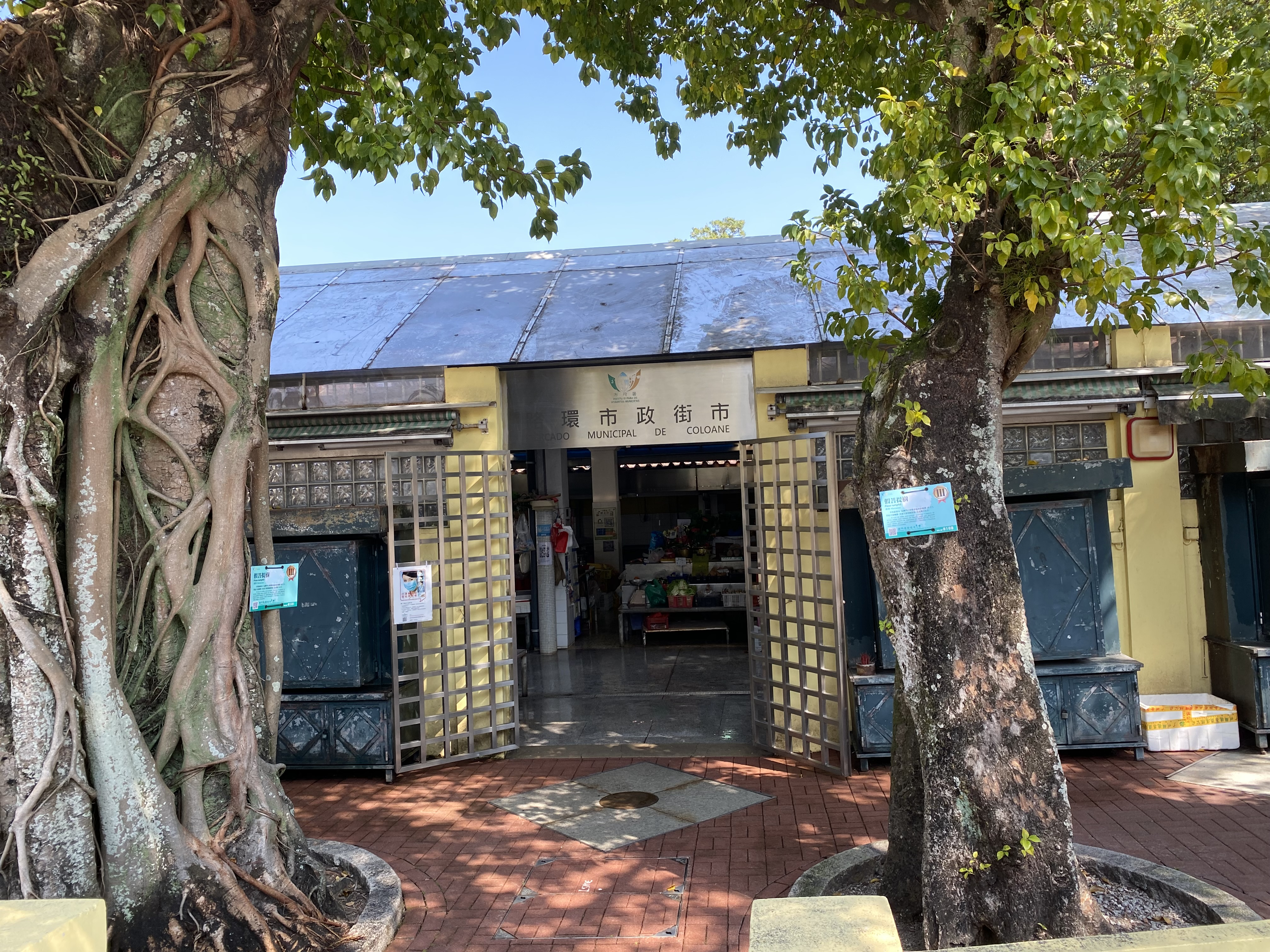
路環市政街市

1892年1月下旬，時任澳門總督佈渣作出批示於路環村內興建街市，街市於1893年3月5日啟用。澳督佈渣亦有出席啟用儀式，他表示：“街市雖小，而立意甚大，將來興旺大有起色，足征爾等屢顯為大西洋所屬之良民，可為爾等預賀也。惟願大西洋大君主卡洛斯一世（Carlos I）萬壽，澳門、氹仔、過路灣眾黎庶永膺多福，貿易興隆，是所企望。” 街市又以該名澳門總督之名命名為“布參政街市”（Mercado Municipal Conselheiro Custódio de Borja）。
20世紀初開始，路環以至橫琴島及澳門鄰近水域出現海盜肆虐，當時澳葡政府以安全為由將街市遷往山邊。1938年街市才遷至現址。
2024年11月25日，《政府公報》刊登第181/2024號行政長官批示，路環街市不列入公共街市名單，該街市於同年12月16日起停止對外開放。
2025年3月18日，澳門特區公報公佈運輸工務司司長批示指，市政署已聲明放棄路環街市所在土地的無償批給，該土地將歸還國家所有。

## 建築結構
街市设计占地面积为15米乘20.5米，以一高1.7米石砌矮墙环绕，开有东、南、北三个出口；中间是5米乘12.5米以每边四条高3.5米的多立克柱支撑木结构桁架铺瓦面的市亭，四周没有墙壁，以利自然通风和采光，其設計類似氹仔市政街市前身的嘉模墟舊街市。

## 開放時間
- 每天07:00-19:00

## 使用狀況
2016年11月下旬，時任澳門立法會議員崔世昌表示民政總署部分街市如營地街市、雀仔園街市以及本街市極少顧客，認為是否需要改變其用途的新思維。時任民政總署管理委員會主席戴祖義回應指出，本街市是空置率最高的街市，並考慮與路環居民討論改變該街市的用途。
2017年11月中旬，由於街市中庭屋頂有老化情況，民政總署對其中庭屋頂展開為期90天的維修工程。
2018年3月14日，民政總署舉辦的離島社區座談會上，有與會者建議擴建本街市，但出席的民署管委會主席戴祖義坦言本街市因生意有限，乏人開檔經營，望大眾對此「現實啲」，而署方經多次討論和聽取意見後，總結出來還是要確保街市能持續經營下去，已在構思活化方案，為其注入新動力。
2022年9月，市政署就四座市政街市包括本街市的綜合管理服務進行公開招標。內容包括供清潔、保安服務外，還包括街市日常開放、設備設施維護管理，以至協助當局人員完成鮮活食品報價、巡查攤位營運、售賣食品安全、記錄違法行為及檔位衛生情況等。
2023年5月，在離島社區服務諮詢委員會會議上，副召集人黃梁君指出，路環街市僅有零星攤販開檔，其餘大多處於空置狀態，與周邊街道的繁榮景象形成較大對比。她建議當局除了盡快開展街市的閒置攤位競投及抽籤工作外，亦建議根據路環街市周邊的客觀環境，如旅遊發展情況、區內居民與旅客的消費需求與習慣等，除保留原有街市販賣菜、肉外，研究街市引入不同業務類別的攤位的可行性。讓閒置的市政資源得到有效運用，為街市注入活力，並豐富該區旅遊資源。

## 內部連結
- 澳門街市

## 交通

### 公共巴士
C659 路環街市（Mercado M. de Coloane）
路線：15、21A、26A
C660 路環居民大會堂（Assoc. de M. de Coloane）
路線：15、21A、26A、N3夏季
C686 路環市區（Vila de Coloane）
路線：25、26、50、N3